# Josef Pelnář

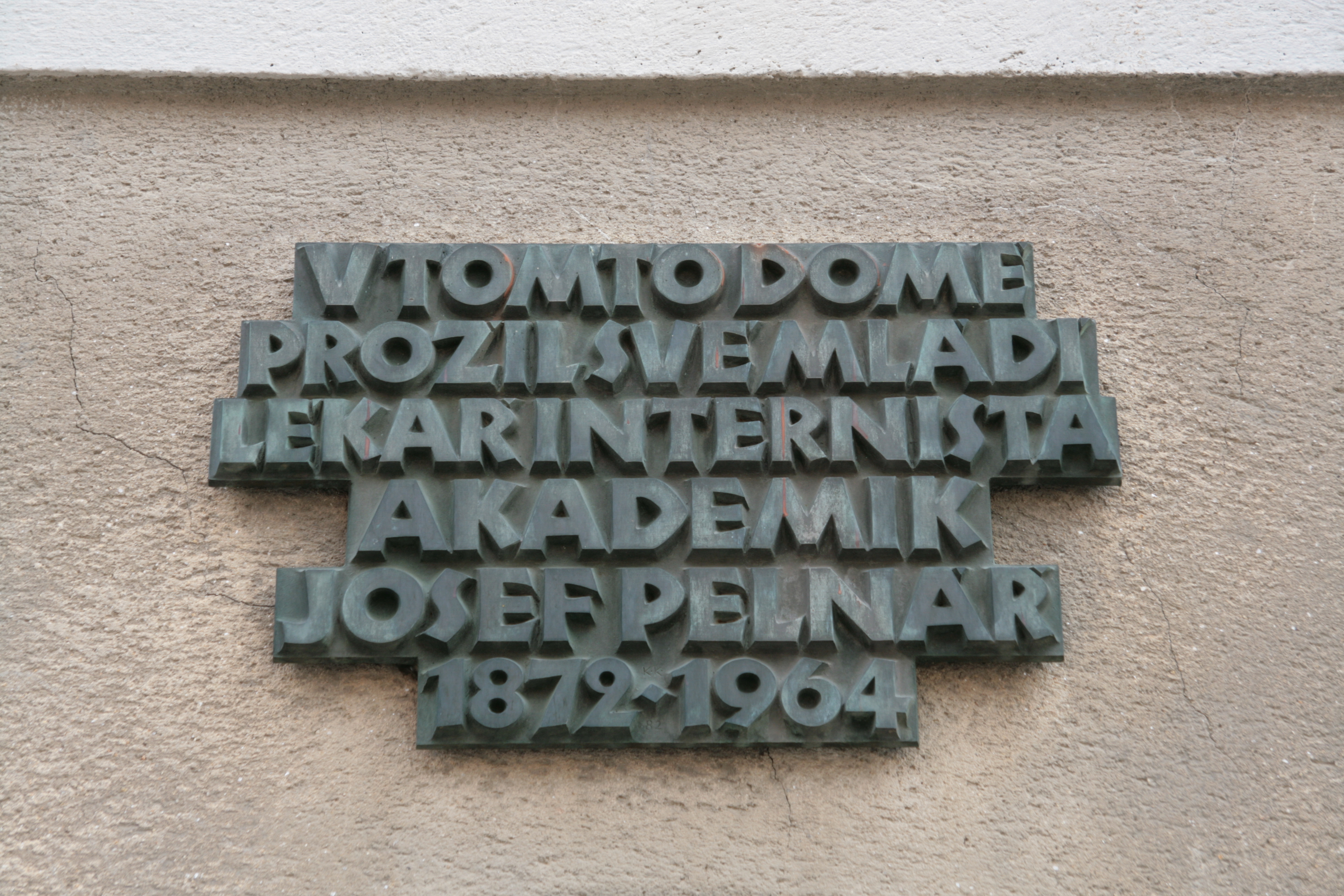
Město Domažlice. Dům čp. 163 ve Spálené ulici. Pamětní deska Josefa Pelnáře nad dveřmi.

Josef Pelnář (16. listopadu 1872 Domažlice – 29. října 1964 Praha) byl český lékař, jeden za zakladatelů českého vnitřního lékařství. Vytvořil vědeckou školu, ze které vzešla řada významných českých internistů.

## Život
Josef Pelnář se narodil v rodině obuvnického mistra Tomáše Pelnáře a jeho ženy Barbory. Vystudoval domažlické gymnázium a poté pokračoval ve studiu na lékařské fakultě Univerzity Karlovy. Zde jej nejvíce inspirovaly osobnosti profesora vnitřního lékařství Josefa Thomayera a patologa Jaroslava Hlavy.
Na II. lékařské klinice začal pracovat už v době studia, které ukončil roku 1897. Poté zde pokračoval jako externista. Prošel také ústavem patologické anatomie, posádkovou nemocnicí na Pohořelci nebo patologickým ústavem prof. Obrzuta ve Lvově. V letech 1901–1902 byl asistentem na Kuffnerově psychiatrické klinice, poté pět let na Thomayerově klinice. V roce 1905 se habilitoval pro patologii a internu. Podnikl studijní cesty do řady evropských zemí. Od roku 1907 pracoval jako soukromý odborný lékař. Roku 1912 byl jmenován mimořádným profesorem odborné patologie a terapie nemocí vnitřních, o pět let později skutečným mimořádným profesorem.
Za 1. světové války jako štábní lékař pracoval v Srbsku, poté vedl vojenské nemocnici v Celje a italském Terstu. V roce 1920 získal titul řádného profesora. O rok později se stal přednostou II. interní kliniky Lékařské fakulty UK v Praze. V roce 1939 byl nuceně penzionován. Na kliniku však docházel po zbytek života tak dlouho, dokud mu to zdraví dovolilo.
Z prvního manželství s Libuší Hübnerovou, dcerou domažlického továrníka Emanuela Hübnera, měl tři syny, Josefa (1908 – 2000), Jiřího a Přemysla (1914 – 2009). Po smrti manželky se znovu oženil s Růženou Boettingerovou, rozenou Ottovou, vdovou po malíři Hugo Boettingerovi.
Zemřel roku 1964 a byl pohřben na Vyšehradském hřbitově.

## Dílo
- Třes ve svých tvarech, podstatě a klinické ceně (1912), přeloženo do němčiny
- Choroby z poruch mimokorové šedi mozkové (1923) – tato monografie ovlivnila vývoj české neurologie a byla jednou z prvních v Evropě o fyziologii extrapyramidového systému
- Pathologie a therapie nemocí vnitřních (1932–1934, se spoluautory) – pětidílná učebnice, základní dílo českého interního lékařství.
- dalších 170 prací o infekčních nemocech, cévních chorobách, hepatologii, nemocech pohybového aparátu, endokrinologii, gastroenterologii a poruchách metabolismu, nefrologii, kardiologii a dalších oblastech interní medicíny

## Ocenění
- Řád Františka Josefa, rytířský stupeň
- Důstojnický kříž Vyznamenání za zásluhy o Červený kříž (1917)
- Řád svatého Sávy I. a II. třídy
- Čestné občanství města Domažlic (1932)
- Důstojnický kříž Čestné legie (1933–1938)
- Purkyňova cena hl. města Prahy (1948)
- Státní cena (1949)
- Řád republiky (1956)